# Luftflotte 1
Die Luftflotte 1 (Lfl. 1) war eine im Ursprung am 1. April 1934 als Luftkreis II in Berlin aufgestellte Luftflotte der Luftwaffe der Wehrmacht. Weitere Bezeichnungen waren Luftkreis 2 (ab 12. Oktober 1937) und Luftwaffengruppenkommando 1 (ab 4. Februar 1938). Die Bezeichnung Luftflotte 1 erhielt der Großverband am 1. Februar 1939. Am 16. April 1945 wurde das Luftwaffengruppenkommando 1 zum Luftwaffenkommando Kurland umgegliedert.

## Führung
| Oberbefehlshaber                        | von                | bis             |
| --------------------------------------- | ------------------ | --------------- |
| General der Flieger Albert Kesselring   | 1. Februar 1939    | 11. Januar 1940 |
| General der Flieger Hans-Jürgen Stumpff | 12. Januar 1940    | 10. Mai 1940    |
| General der Flieger Wilhelm Wimmer      | 11. Mai 1940       | 19. August 1940 |
| Generaloberst Alfred Keller             | 20. August 1940    | 28. Juli 1943   |
| General der Flieger Günther Korten      | 29. Juli 1943      | 23. August 1943 |
| General der Flieger Curt Pflugbeil      | ab 24. August 1943 |                 |

| Chef des Generalstabs                       | von               | bis               |
| ------------------------------------------- | ----------------- | ----------------- |
| Oberst Wilhelm Speidel                      | 1. Februar 1939   | 19. Dezember 1939 |
| Generalleutnant Ulrich Kessler              | 1. Januar 1940    | 30. April 1940    |
| Generalmajor Robert Knauss                  | 9. Mai 1940       | 4. Oktober 1940   |
| Generalmajor Otto Schöbel                   | 5. Oktober 1940   | 16. Januar 1941   |
| Generalmajor Heinz-Hellmuth von Wühlisch    | 16. Januar 1941   | 13. Oktober 1941  |
| Generalmajor Herbert Rieckhoff              | 13. Oktober 1941  | 23. Februar 1943  |
| Generalmajor Hans-Detlef Herhudt von Rohden | 1. März 1943      | 8. August 1943    |
| Generalmajor Klaus Uebe                     | 8. August 1943    | 24. Dezember 1944 |
| Oberstleutnant Paul-Werner Hozzel           | 25. Dezember 1944 |                   |

## Unterstellte Verbände
| September 1939 (Nordostdeutschland) Überfall auf Polen        | direkt unterstellt            | 1. und 3./Fernaufklärungsgruppe 121; Wettererkundungsstaffel 1 |
| September 1939 (Nordostdeutschland) Überfall auf Polen        | Luftwaffenkommando Ostpreußen | 1./Fernaufklärungsgruppe 120; II. und III./Kampfgeschwader 3; I./Sturzkampfgeschwader 1 |
| September 1939 (Nordostdeutschland) Überfall auf Polen        | 1. Fliegerdivision            | I./Kampfgeschwader 1; II./Kampfgeschwader 26, I./Kampfgeschwader 53; II. und III./Sturzkampfgeschwader 2, IV./Lehrgeschwader 1; 4./Trägergruppe 186; I. und II./Zerstörergeschwader 1, I./Lehrgeschwader 2; 2./Fernaufklärungsgruppe 121; I., II. und III./Kampfgeschwader 27 |
| September 1939 (Nordostdeutschland) Überfall auf Polen        | Luftwaffen-Lehrdivision       | 4./Fernaufklärungsgruppe 121; II. und III./Lehrgeschwader 1; I. und II. Kampfgeschwader 2; I./Lehrgeschwader 1 |
| 10. Mai 1940 (Nordostdeutschland)                             | direkt unterstellt            | II./Kampfgeschwader 28; Wettererkundungsstaffel 1 |
| 10. Mai 1940 (Nordostdeutschland)                             | Luftgau-Kommando I            | Flughafen-Bereichs-Kommando Neuhausen; Flughafen-Bereichs-Kommando Insterburg; Flughafen-Bereichs-Kommando Jesau; Flughafen-Bereichs-Kommando Heiligenbeil |
| 10. Mai 1940 (Nordostdeutschland)                             | Luftgau-Kommando II           | Flughafen-Bereichs-Kommando 1/II; Flughafen-Bereichs-Kommando 2/II; Flughafen-Bereichs-Kommando 3/II; Flughafen-Bereichs-Kommando 4/II |
| 10. Mai 1940 (Nordostdeutschland)                             | Luftgau-Kommando III          | II./Jagdgeschwader 3; Flughafen-Bereichs-Kommando Kolberg; Flughafen-Bereichs-Kommando Neubrandenburg; Flughafen-Bereichs-Kommando Döberitz; Flughafen-Bereichs-Kommando Damm; Flughafen-Bereichs-Kommando Stargard; Flughafen-Bereichs-Kommando Fürstenwalde                 |
| 22. Juni 1941 (Nordostdeutschland) Deutsch-Sowjetischer Krieg | direkt unterstellt            | 2.(F)/Ob.d.L; Wekusta 1; KGr. z. b. V. 106 |
| 22. Juni 1941 (Nordostdeutschland) Deutsch-Sowjetischer Krieg | I. Fliegerkorps               | 5./Fernaufklärungsgruppe 122; II. und III./Kampfgeschwader 1; I., II. und III./Kampfgeschwader 76; I., II. und III./Kampfgeschwader 77; I., II. und III./Jagdgeschwader 54, II./Jagdgeschwader 53                                                                             |
| 22. Juni 1941 (Nordostdeutschland) Deutsch-Sowjetischer Krieg | Fliegerführer Ostsee          | Aufklärungsfliegergruppe 125; Küstenfliegergruppe 806; 9. Seenotstaffel |
| 22. Juni 1941 (Nordostdeutschland) Deutsch-Sowjetischer Krieg | Luftgau-Kommando I            | Flughafen-Bereichs-Kommando Lötzen; Flughafen-Bereichs-Kommando 1/I; Flughafen-Bereichs-Kommando 2/I; Flughafen-Bereichs-Kommando 3/I |
| Juni 1942 (Sowjetunion) Deutsch-Sowjetischer Krieg            | I. Fliegerkorps               | |
| Juni 1942 (Sowjetunion) Deutsch-Sowjetischer Krieg            | Luftgau-Kommando I            | Flakgruppe Westpreussen; Flughafen-Bereichs-Kommando 1/I; Flughafen-Bereichs-Kommando 2/I; Flughafen-Bereichs-Kommando 3/I |
| Juni 1942 (Sowjetunion) Deutsch-Sowjetischer Krieg            | Luftgau-Kommando Petersburg   | |
| Juni 1942 (Sowjetunion) Deutsch-Sowjetischer Krieg            | 2. Flak-Division              | |
| Juni 1942 (Sowjetunion) Deutsch-Sowjetischer Krieg            | 6. Flak-Division              | |
| Juni 1943 (Sowjetunion) Deutsch-Sowjetischer Krieg            | 3. Flieger-Division           | |
| Juni 1943 (Sowjetunion) Deutsch-Sowjetischer Krieg            | Feldluftgau-Kommando XXVI     | |
| Juni 1943 (Sowjetunion) Deutsch-Sowjetischer Krieg            | 2. Flak-Division              | |
| Juni 1943 (Sowjetunion) Deutsch-Sowjetischer Krieg            | 6. Flak-Division              | |
| Juni 1944 (Sowjetunion) Deutsch-Sowjetischer Krieg            | direkt unterstellt            | Stab/Fernaufklärungsgruppe 1, 3./Fernaufklärungsgruppe 22, 5./Fernaufklärungsgruppe 122, NSt. 3, 1./Seeaufklärungsgruppe 127; 4. (Eis.)/Kampfgeschwader 55 |
| Juni 1944 (Sowjetunion) Deutsch-Sowjetischer Krieg            | 3. Flieger-Division           | Stab und 1./Nahaufklärungsgruppe 5, 1./Nahaufklärungsgruppe 31; II./Schlachtgeschwader 3; Stab, 1., 2. und 3./Nachtschlachtgruppe 1; Stab, 1., 2. und 3./Nachtschlachtgruppe 3; Stab, 1. und 2./Nachschachtgruppe 11; 1. und 2./Nachtschlachtgruppe 12                        |
| Juni 1944 (Sowjetunion) Deutsch-Sowjetischer Krieg            | Jagdabschnittsführer Ostland  | Stab, 1., 2. und 3./Jagdgeschwader 54 |
| Juni 1944 (Sowjetunion) Deutsch-Sowjetischer Krieg            | Gefechtsverband Kuhlmey       | 1./Nahaufklärungsgruppe 5; II./Jagdgeschwader 54; Stab, 1., 2. und 3./Schlachtgeschwader 3 |
| Juni 1944 (Sowjetunion) Deutsch-Sowjetischer Krieg            | IV. Flak-Korps                | |
| Juni 1944 (Sowjetunion) Deutsch-Sowjetischer Krieg            | 2. Flak-Division              | |
| Juni 1944 (Sowjetunion) Deutsch-Sowjetischer Krieg            | 6. Flak-Division              | |